# Roche Mazet
 (décembre 2012).
Roche Mazet est une marque de vins de pays, créée en 1998 par Thierry Desjardin. Son fils Thibault dirige aujourd'hui l'exploitation. Elle appartient à la Société des Vins de France, aujourd'hui propriété du groupe Castel. La gamme comprend des vins issus du Pays d'Oc, région du Sud-Ouest de la France :
- 2 vins rouges (Cabernet Sauvignon, Merlot)
- 2 vins blancs (Sauvignon Blanc, Chardonnay)
- 3 vins rosés (Cinsault Grenache, Syrah, Merlot)